# Walter O'Brien
Walter O'Brien (24 de febrero de 1975) es un empresario, tecnólogo de la información y experto en seguridad irlandés. Es conocido por la serie Scorpion, la cual estaría basada en sus hazañas como consultor del Departamento de Seguridad Nacional de los Estados Unidos.

## Primeros años

### Infancia y educación
Walter O'Brien es el fundador y CEO de Scorpion Computer Services. Es también la inspiración y productor ejecutivo de la serie de televisión de CBS Scorpion. Conocido por afirmar tener uno de los coeficientes intelectuales (CI) más altos registrados, y por afirmar haber "hackeado" la NASA a los 11 años; la autenticidad de sus afirmaciones ha sido el tema de la especulación de la prensa. 
O'Brien está presuntamente acusado de haber comenzado los servicios Scorpion Computer a los 13 años en 1988 para proporcionar servicios de seguridad internacionales. El Irish Times informó que trabajó del lado del Estado en una empresa a finales de 1990, después de graduarse de la universidad y mudarse a los Estados Unidos.  El New Ross Standard dijo que la compañía comenzó como un servicio de Tutoría de IT que se expandió a la seguridad y gestión de riesgos,  The Irish Times describió Scorpion Computer Services como una compañía de inteligencia artificial. En 2014, O'Brien describió su empresa como un laboratorio de
ideas de "individuos de alto coeficiente intelectual".  Se desempeña como CEO de Scorpion Computer Services 
O'Brien es actualmente Jefe Científico en Langford y Carmichael,  un veterano en la consultoría de gestión de
negocios O'Brien también fundó ConciergeUp.com, promovido como un laboratorio de genios que ejecutan "deseos financiados"
O'Brien ha hablado en numerosos eventos, introduciendo el tema predominante en la Conferencia de
Innovación Houston en un año que aún es desconocido y Showcase, en el Simposio de The Founder Institute, Lido Consulting's Family Office Investment y la conferencia de LawLoop.com Legaltech 2012.

## Interés en la informática
De acuerdo con The New Ross Standart, un periódico local en el condado natal de O'Brien, su interés por las computadoras empezó cuando en la primaria se ofreció un curso de computadoras, el padre de O'Brien le dio dinero como pago por realizar labores en la granja, con lo cual adquirió su primera computadora personal, a la edad de nueve años. O’Brien afirma que cuando él tenía once años, hackeó a la NASA con el seudónimo de "Scorpion", Irishcentral y Daily Mail dijeron que el incidente fue confirmado en una entrevista con Silicon Republic, un sitio web de Tecnología de Irlanda, O'Brien afirma que la NASA, a través de la Interpol, apareció en su casa luego del hackeo. Él le dijo a los agentes que les ayudaría a mostrar algunas vulnerabilidades en su red a cambio de no estar involucrado en problemas.De acuerdo con O`Brien, él tuvo un documento de extradición en sus manos, pero no pudo proveer más detalles debido al acuerdo de confidencialidad. Telestar, un tabloide francés dijo que no hay rastro del hackeo a la NASA. O`Brien también dijo que cuando era un adolescente trabajó con bancos irlandeses instalando software de uso técnico y participó en 1993 en las Olimpiadas internacionales informáticas de computadoras en representación de Irlanda. Dijo que quedó en sexto lugar en la olimpiada, aunque no está claro si se refirió a 1993, o a una olimpiada anterior. La universidad en la cual se graduó muestra que su equipo terminó la olimpiada en 1993 en el puesto 40 .

## Atentado, Maratón de Boston
Un mes después del atentado del maratón de Boston, Fox 11 LA-KTTV (Los Ángeles) comunicó que la compañía de O'Brien desarrolló un software de análisis de vídeo similar a la utilizada por el FBI para atrapar a los terroristas. Un año después, WBZ-TV Noticias (CBS Boston) informó que O’Brien había utilizado vídeo forense para procesar cientos de horas de vídeo y que esta "ayudó" al FBI a identificar a los terroristas , y The Irish Times notificó que los ejecutivos de CBS afirmaron que O'Brien fue directamente responsable de su captura. Techdirt dijo que era una de las muchas "falsas" afirmaciones de la CBS sobre O'Brien. 
Asher Langton, un ingeniero de inteligencia de seguridad, dijo que O'Brien había ofrecido relatos contradictorios
de sus presuntas contribuciones a la captura de los terroristas y que el uso
del software de reconocimiento facial reportada era improbable. O'Brien dijo que no podía explicar más debido a acuerdos de confidencialidad.

## SerieScorpion
En septiembre de 2014 CBS estrenó la primera temporada de la serie dramática Scorpion, basado en las experiencias de vida de O'Brien. Se desempeña como productor
ejecutivo de la serie, y regularmente contribuye al desarrollo de la historia. O'Brien es consultado por los escritores de la serie sobre los aspectos técnicos de la
trama, incluyendo cómo resolver los problemas que se presentan en los guiones de la serie. O'Brien dijo que presentó la idea de la serie al productor ejecutivo Scooter Braun para atraer a más genios a su compañía. Braun primero dijo que él fue quien encontró O'Brien, pero más tarde dio como cierta la versión de O'Brien sobre el origen de la serie. 
La primera temporada atrajo a más de 26 millones de espectadores.  CBS ordenó una temporada completa de Scorpion en octubre de 2014 y renovó para una segunda temporada en 2015.
Fue cancelada la temporada 5 de la serie, siendo así emitido su último capítulo en abril de 2017, capítulo 22 temporada 4.